# Myrmecophantes clytia
Myrmecophantes clytia är en fjärilsart som beskrevs av Druce 1893. Myrmecophantes clytia ingår i släktet Myrmecophantes och familjen mätare. Inga underarter finns listade i Catalogue of Life.